# D.J. Hogg
Dennis Hogg jr., detto D.J. (Columbus, 3 settembre 1996), è un cestista statunitense.

## Palmarès
- Campione NBA D-League (2021)